# Арбалет Чжугэ
Арбалет Чжугэ, также чо-ко-ну (кит. трад. 諸葛弩, пиньинь zhūgě nǔ, палл. Чжугэ нюй) — китайский многозарядный арбалет, использовавшийся в военных и гражданских целях с IV в. до н. э. до 1930-х годов.

## История
Китайские многозарядные арбалеты известны с IV в. до н. э., но их массовое внедрение приписывают китайскому полководцу Чжугэ Ляну (181—234), в связи с чем они стали известны под названием «арбалет Чжугэ». Многозарядные арбалеты активно использовались китайскими армиями вплоть до конца XIX века, включая японо-китайскую войну 1894—1895 годов практически в неизменённой изначальной конструкции. Гражданскими лицами такие арбалеты, отличавшиеся меньшими габаритами относительно боевых, использовались ещё дольше, как минимум до 1930-х годов.

## Конструкция и характеристики
Конструкция арбалета подразумевала выполнение всех действий по натяжению и спуску тетивы левой рукой. Укладка нового болта происходила автоматически сразу после выстрела благодаря магазину, обычно содержавшему около десяти или двенадцати болтов, что позволяло достичь темпа стрельбы до 10 выстрелов в 15 секунд, значительно превышающего скорострельность любых других арбалетов и даже луков. Болты были короткими и не обладали оперением, что отрицательно сказывалось на пробивной способности и дальности стрельбы — эффективное расстояние выстрела составляло всего около 50—70 метров. Для улучшения поражающих качеств арбалета наконечники болтов смазывались ядами, например, на основе аконитина. В некоторых древнекитайских источниках упоминается существование арбалетов, позволявших стрелять двумя болтами одновременно за счёт увеличенного магазина, разделённого на две части для подачи болтов после выстрела сразу в оба ложа, но реальные подтверждения этим сведениям отсутствуют.

## В современной культуре
Арбалет Чжугэ под именем «чо-ко-ну» присутствует в качестве элемента геоисторического контекста средневекового Китая в таких компьютерных играх, как серии Age of Empires и Civilization. В фильме режиссёра Джона Ву «Битва у Красной скалы» есть сцены, в которых Чжугэ Лян обучает солдат пользоваться арбалетом и называет это оружие своим изобретением.